# Genshagen
Genshagen is een plaats in de Duitse gemeente Ludwigsfelde, deelstaat Brandenburg. Het ligt direct ten oosten van Ludwigsfelde, tussen de industrieterreinen van die stad.
Het had volgens de website van de gemeente Ludwigsfelde 1.481 inwoners op 31 december 2023. 
Op een door de nazi's onteigend landgoed werd in 1937 een fabriek van vliegtuigmotoren gebouwd. Tijdens de Tweede Wereldoorlog, op 6 augustus 1944, werd de vliegtuigmotorenfabriek bij een geallieerde luchtaanval grotendeels verwoest. Hierbij werden 104 mensen gedood. Van het najaar van 1944 tot mei 1945 was hier een Außenlager van concentratiekamp Sachsenhausen gevestigd. Er hebben 1.100 gevangenen, vrijwel uitsluitend vrouwen, dwangarbeid moeten verrichten. Het kamp heette officieel: KZ-Außenlager Daimler-Benz Genshagen.

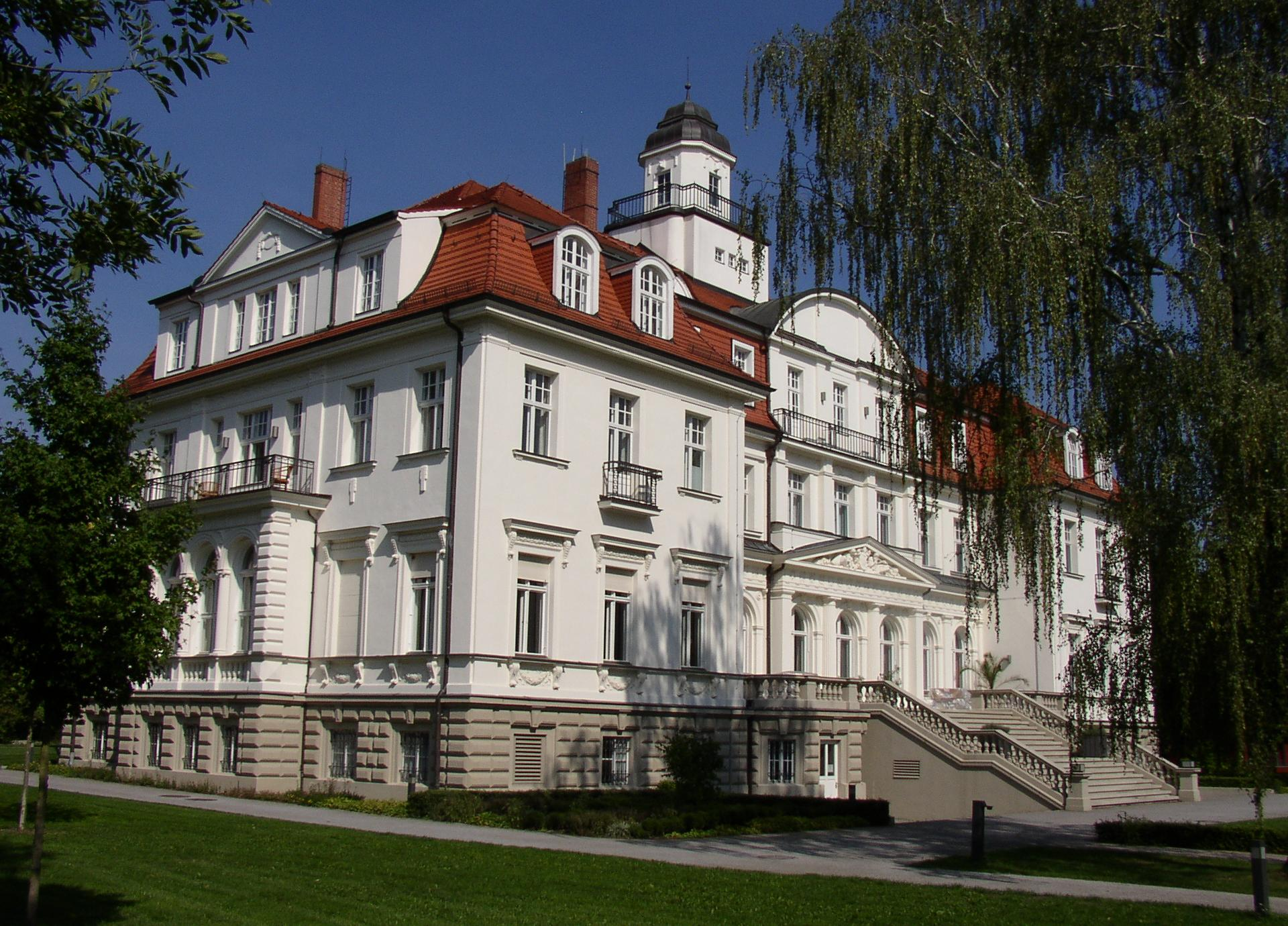
Kasteel Genshagen
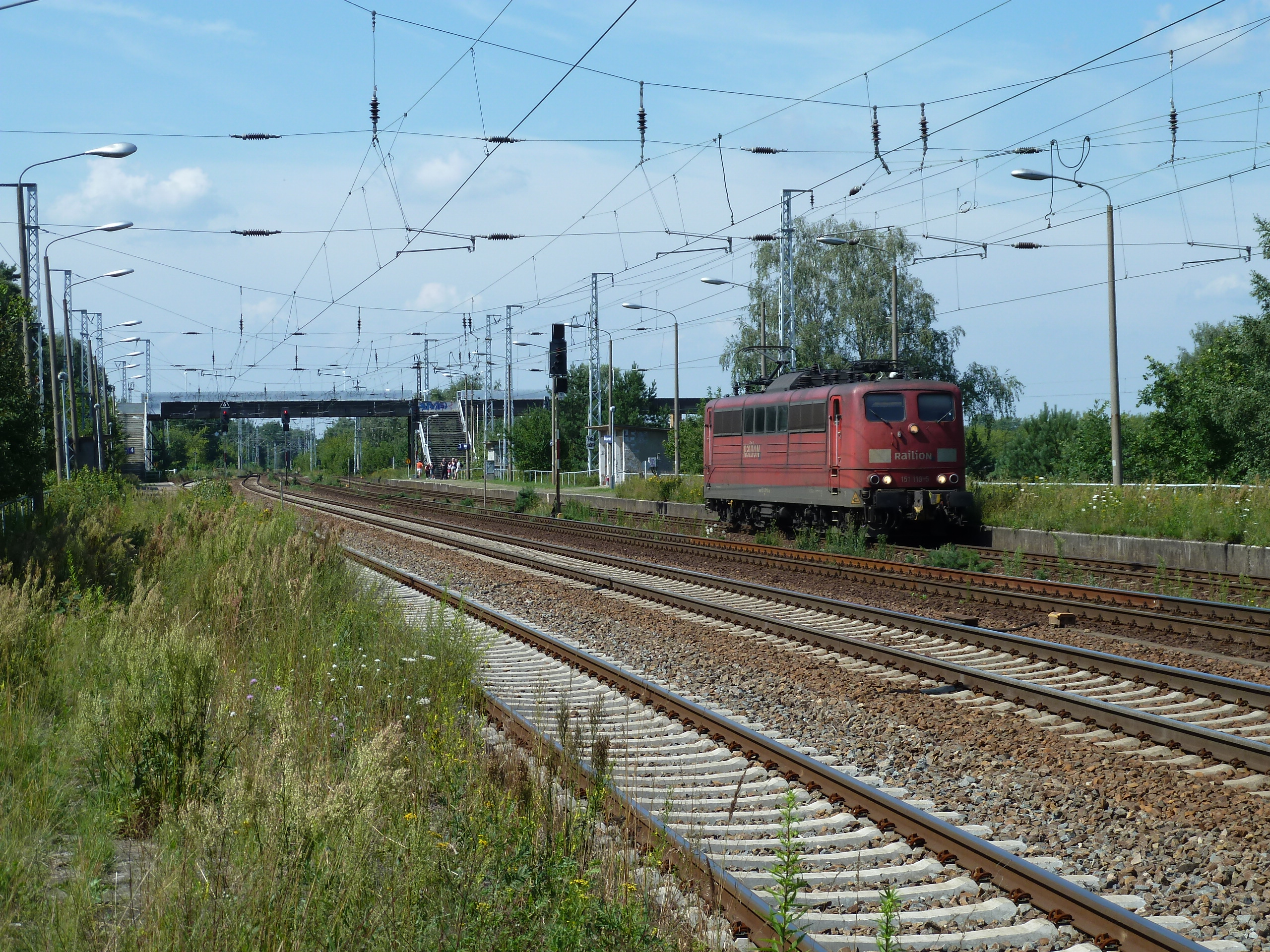
V.m. station Genshagener Heide

Kasteel Genshagen dateert uit 1880. Het is na restauratie een conferentieoord, waar sinds 2005 de Stiftung Genshagen zetelt. Deze is gelieerd aan de zogenaamde Driehoek van Weimar, een niet-officieel bondgenootschap op politiek, cultureel en economisch vlak tussen Frankrijk, Duitsland en Polen. Staatsbezoeken van belangrijke Franse of Poolse politici aan Duitsland vinden soms in dit kasteel plaats. 
Tot december 2012 had het dorp een station, Genshageber Heide, aan de spoorlijn Berliner Außenring. Daarna werd het opgeheven en werd 2 km verderop een nieuw station gebouwd, buiten het gebied van Genshagen.
Voor meer informatie zie: Ludwigsfelde; Industriewerke Ludwigsfelde.